# Анзедонија Суд I е III (Гросето)
Анзедонија Суд I е III је насеље у Италији у округу Гросето, региону Тоскана.
Према процени из 2011. у насељу је живело 14 становника. Насеље се налази на надморској висини од 13 м.